# Escassez
Escassez é o problema econômico fundamental de se ter desejos humanos praticamente infinitos em um mundo de recursos limitados. Ele postula que a sociedade tem meios de produção e recursos insuficientes para atender aos desejos e necessidades de todos os seres humanos. Uma concepção errônea sobre a escassez é que um item tem de ser importante para ser considerado escasso. Entretanto, isso não é verdade, já que para algo ser escasso é preciso que ele seja difícil de se obter, de se produzir, ou ambos. Resumindo, o custo de produção de um bem determina se ele é escasso ou não. Por exemplo, apesar do ar que respiramos ser mais importante do que diamantes, ele é mais barato de se obter justamente por ser abundante e ter zero custo de produção. Diamantes, por outro lado, tem um custo altíssimo de produção; eles precisam ser achados e lapidados, e ambos os processos custam muito caro. Além disso, a Lei da Escassez implica que nem todos os objetivos e necessidades da sociedade podem ser atingidos ao mesmo tempo; escolhas e decisões são necessárias em prol de um bem em detrimento de outros. Em um texto muito influente e dominante até os dias de hoje, Lionel Robbins define Economia como sendo "a ciência que estuda o comportamento humano como um relacionamento entre objetivos e meios escassos, que podem ter usos variados." 
Na biologia a noção de escassez está ligada a extinção de espécies ou a ameaça de extinção de animais e plantas do meio natural.

## Escassez na economia
É verdade que a escassez alicerça toda a teoria económica que é leccionada nas universidades e institutos por todo o mundo, porém, Peter Drucker na obra A Sociedade Pós Capitalista, diz-nos que temos estado a evoluir para um modelo econômico onde se manterão alguns elementos típicos das sociedades capitalistas. A economia como ciência estuda os mecanismos de otimização dos recursos escassos, os três fatores produtivos clássicos, terra, trabalho e capital, no futuro a economia será entendida como a ciência que estuda a otimização de um único recurso que cria valor e que não está condicionado pela escassez, antes goza de uma abundância inesgotável. Esse recurso é o saber, o conhecimento, sendo que essa riqueza resultará da capacidade da sua aplicação nos produtos e nos serviços. Nas suas palavras, esse será o advento do Pós Capitalismo.

### Escassez de recursos
Na economia tudo está pautado na busca de produzir o máximo de bens e serviços com os recursos limitados disponíveis, pois, como já destacado não é possível à produção de uma quantidade infinita de cada bem capaz de satisfazer completamente aos desejos humanos. Uma vez que os nossos desejos materiais são virtualmente ilimitados e insaciáveis e os recursos produtivos, escassos, assim, não podemos ter tudo o que desejamos e, portanto, é imperativo que o homem faça escolhas.
Logo, um dos objetos de estudo da ciência econômica é a escassez, porque esta consiste no problema econômico por excelência. Conseqüentemente, a escassez de recursos de produção resulta na escassez dos bens. Afirmar que os bens são econômicos implica que eles são relativamente raros ou limitados. Ora, mas o fato de existir um bem em pouca quantidade não o define como escasso. É preciso, então, que esse bem seja desejado, procurado. A escassez só existe se houver procura (ou demanda) para a obtenção do bem. 
Ora, mas poderíamos nos perguntar por que um determinado bem é procurado (ou demandado). Um bem é demandado porque tem a capacidade de satisfazer a uma necessidade humana, ou seja, tem utilidade. Um bem é procurado porque é útil. Assim, os bens econômicos, são aqueles escassos em quantidade; dada sua procura, e apropriáveis. Os bens econômicos têm como característica a utilidade, a escassez e a possibilidade de transferência. Os bens livres, por outro lado, são aqueles disponíveis em quantidade suficiente para satisfazer a todo o mundo; portanto, ilimitados em quantidade ou muito abundantes e nada apropriáveis.
Mas o que seriam  então  as  necessidades  humanas?  Esse poderia ser um conceito relativo, vago e filosófico, já que os desejos dos indivíduos não são fixos. Mas para a economia as necessidades humanas relevantes são aqueles desejos que envolvam a escolha de um bem econômico capaz de contribuir para a sobrevivência ou para a realização social do indivíduo.
As necessidades podem ser classificadas em: 
a) Básicas ou primárias: indispensáveis para nossa sobrevivência ou sem as quais nossa vida será insuportável. Exemplo: alimentação, saúde, habitação, vestuário, entre outros. 
b) Necessidades secundárias: desejadas pelo convívio social. Exemplo: educação, transporte, lazer e turismo.

### Escassez artificial
Escassez artificial é quando direitos de propriedade intelectual e contratos de licença, entre outros mecanismos, permitem que a produção de um item seja artificialmente diminuída. Antes desse decreto o item era abundante, seu custo de produção era zero, após a instituição desses direitos de propriedade foi criando um monopólio e isso gera o retorno financeiro a empresa que o criou.
O maior exemplo na atualidade são os softwares, onde existe um grande custo para produzir a cópia "mestre", já as demais podem ser produzidas por um custo insignificante.

### Escassez e pobreza
A escassez é definida como limitação de meios em relação a fins possíveis, é um conceito analítico abstrato enquanto pobreza é um conceito subjetivo e pratico que é classificado como falta do mínimo de recursos para satisfazer as necessidades humanas, a definição do que seriam essas necessidades é puramente subjetiva.

### Crítica
A escassez, assim como várias premissas do pensamento socioeconômico dominante no século XX, são questionadas por autores como Hazel Henderson e outros. A escassez é refutada pela inesgotabilidade de dois insumos fundamentais: as energias renováveis e a capacidade humana de produzir inovações tecnológicas. O pressuposto da escassez, apesar da sua fragilidade, é conveniente em particular para as teorias que priorizam a concorrência, a acumulação individual e a dominação.

## Escassez biológica
Escassez em biologia e ecologia está relacionado ao desaparecimento de espécies, subespécies ou grupos de espécies, ou seja, a extinção. O momento da extinção é geralmente considerado sendo a morte do último indivíduo da espécie. Em espécies com reprodução sexuada, extinção de uma espécie é geralmente inevitável quando há apenas um indivíduo da espécie restando, ou apenas indivíduos de um mesmo sexo. A extinção não é um evento incomum no tempo geológico - espécies são criadas pela especiação e desaparecem pela extinção.
Atualmente muitos ambientalistas e governos estão preocupados com a extinção de espécies devido à intervenção humana. As causas da extinção incluem poluição, destruição do habitat, e introdução de novos predadores. Espécies ameaçadas são espécies que estão em perigo de extinção. Extintas na natureza é uma expressão usada para espécies que só existem em cativeiro.

## Escassez geológica
A escassez na geologia, se refere principalmente á fertilidade do solo. O solo funciona como alicerce da vida terrestre. Os micro e macro nutrientes, assim como boa porção da água que plantas necessitam, estão nos solos. Se um dos elementos necessários à vida não estiver presente, ou estiver em número insuficiente para aquele bioma, o solo está infértil e deve ser artificialmente corrigido. Muitas vezes, é o próprio homem que torna o solo infértil, através da erosão ou exploração acelerada. A devastação de áreas impróprias ao cultivo e a criação de animais é a principal causa de exaustão no solo.
O efeito mais catastrófico da exaustão geológica é a desertificação que está acontecendo em diversas regiões do planeta, mas com destaque para o mar de Aral e o nordeste brasileiro. A escassez geológica fará milhões de pessoas se mudarem de suas localidades e irá diminuir a produção mundial de alimentos se alcançar regiões produtivas como é o caso do Cerrado brasileiro

## Outros fenômenos
A escassez ainda se relaciona com diversos campos de estudo, sendo que o principal campo relacionado é a economia. Nos campos da demografia e da genética também há campos específicos de estudo sobre a escassez.